# Mayorazgo
El mayorazgo, o mayorío, era una institución que forma parte del derecho civil y que permite mantener la propiedad de determinados derechos o bienes en el seno de una familia. Su alcance está dado por las condiciones dictadas en su establecimiento o por las prescripciones de la ley; en la actualidad su vigencia se limita a los títulos nobiliarios.

## Descripción
El mayorazgo era un sistema de reparto de bienes que beneficiaba al mayor de los hijos, de forma que el grueso del patrimonio de una familia no se diseminaba, sino que solo podía aumentar. La etimología de la palabra proviene de «mayor» y «-azgo», sufijo latino que indica dignidad, cargo, título, estado, rango. La idea es que el hijo mayor heredaba la práctica totalidad de los bienes, que no podían dividirse con la herencia ni venderse. De este modo, el patrimonio que se transmitía al heredero siempre era el mismo o aumentaba.
Instituciones similares existieron en otros países europeos, con el nombre de majorat (Inglaterra, Francia, Alemania), morgadio (Portugal) u ordynacja (Polonia).

## Creación y regulación

### Castilla
Ya en el siglo XIII existen algunos documentos según los cuales el titular de unos bienes no podía enajenarlos sino que debía cederlos íntegramente al primogénito, pero su desarrollo se refuerza en Castilla durante el siglo XV con Enrique IV de Castilla. Y es que: «El monarca, al conceder unos bienes en concepto de feudo a cambio de unos servicios, se halla interesado en que éstos sigan cumpliéndose y para ello es preciso que quien herede las obligaciones reciba íntegramente los medios que posibilitan su cumplimiento Esta cláusula referida a las mercedes enriqueñas, auténticas concesiones feudales, se halla en el testamento de Enrique de Trastámara quien, además, dispuso que tales feudos volvieran a la Corona al extinguirse la línea directas».
Probablemente el sentido de esta institución era militar, ya que los nobles se ocupaban de la guerra y de la defensa y el mantenimiento del orden en su territorio y para ello necesitaban territorios estables para aprovisionar y organizar los elementos de combate. Posiblemente también influyó en la decisión de crear este privilegio, la circunstancia histórica de la Reconquista y la necesidad de afirmar la propiedad fronteriza dejando fuera cuanto fuera posible los litigios sucesorios y la división de la tierra. La institución mantuvo su prestigio también por presentar ventajas económicas generales en un territorio de fronteras cambiantes y que requería la afirmación de emprendimientos económicamente viables, estables y permanentes.
El mayorazgo fue regulado con mayor precisión mediante las Leyes de Toro en 1505, bajo el reinado de Juana I de Castilla. Las Leyes consideran los mayorazgos que existían con anterioridad a su promulgación y los que pudiesen establecerse en el futuro. Su función era controlar el fraccionamiento de los bienes de un noble que producían las herencias y las ventas.
Aunque inicialmente estaba pensada para la nobleza, algunas familias de la incipiente burguesía castellana se acogieron también a esta figura legal.
La creación de un mayorazgo comenzaba usualmente con la vinculación de un solar o casa solar. A veces, estos vínculos incluían un título nobiliario, que pasaba junto al resto de bienes, mientras que a todos los excluidos del mayorazgo se les proveía de alguna manera la condición de hidalguía. La institución contemplaba la posibilidad de añadir nuevos bienes al vínculo, pero los bienes ya vinculados no podrían ser enajenados ni repartidos en herencia.

### Navarra
Era potestad privativa de los nobles el establecimiento de mayorazgos siendo una práctica vislumbrada en el Fuero General de Navarra «de primar la primogénito sobre los demás hijos del ricohombre, hidalgo o infanzón» que se fue generalizando en los siglos XIV y XV, y que experimentaría un mayor número en los siglos XVI y XVII. Hasta las Cortes del Reino de 1701 no se promulgó la obligación de registrar, por copia fehaciente, los mayorazgos. Por este motivo, con anterioridad a tal fecha, hay escasas evidencias de registros oficiales en los archivos. Sin embargo, después, en los libros de Mercedes Reales de la Cámara de Comptos de Navarra constan 66 mayorazgos registrados. En disposiciones posteriores las mismas Cortes fueron fijando las cantidades mínimas necesarias para fundar nuevos mayorazgos: 500 ducados, en 1780-1781, y 1000 ducados de plata, en 1817-1818.

## Herederos del mayorazgo
Todos los bienes que formaban parte del mayorazgo eran heredados indisolublemente por su heredero. Las condiciones para heredar se fijaban en el momento de crear el vínculo y solían incluir obligaciones que debía cumplir el heredero entre las que la más habitual era la adopción del apellido del vínculo caso de no poseerlo. El heredero era usualmente el mayor de los hijos varones, aunque en algunos casos podía ser cualquiera de los hijos, varón o mujer que se considerara más capacitado para la sucesión. El caso más frecuente fue que heredase el primogénito varón.
Los restantes hijos solo podían heredar los bienes libres que los padres poseyeran, usualmente escasos. Esto hizo que los hijos segundones emprendieran la carrera militar o eclesiástica al quedar en la práctica desheredados y sin medios de subsistencia. La situación de las hijas no era mejor ya que no podían hacer buen casamiento sin una buena dote, la que sólo podía provenir de los bienes libres de los padres. La vía adoptada por muchas fue el ingreso a un convento, aunque su condición en él estaba también sujeta a los aportes hechos.
Esta fuga irreversible de los hijos hacia la carrera eclesiástica tuvo graves consecuencias cuando los herederos del mayorazgo morían sin descendencia y era necesario recurrir a parientes más o menos distantes que eran gratuitamente agraciados con una mejora económica.

## Decadencia del sistema de mayorazgo en España
Este sistema de vinculaciones económicas fue criticado en el Informe en el Expediente de la Ley Agraria escrito por Gaspar Melchor de Jovellanos a petición de la Sociedad Económica de Amigos del País madrileña, cuya consecuencia directa fue la desamortización de Manuel Godoy en 1798.
La desaparición de la institución del mayorazgo se insertó dentro del proceso de abolición de los señoríos en España, siendo uno de sus elementos fundamentales.
A pesar de su supresión formal, perduró algún tiempo en algunas zonas mediante una triquiñuela legal, ya que la ley no contempló las donaciones entre vivos. El poseedor del mayorazgo se lo daba a su hijo como aporte a su matrimonio, el hijo pasaba a ser el nuevo señor y sus padres disfrutaban del usufructo vitalicio de la mitad de la casa solar.
A partir de ese momento, con contadas excepciones, las divisiones por herencia de la mayoría de las grandes casas españolas hicieron que perdieran paulatinamente su antiguo esplendor y poder.

## El mayorazgo como vinculación jurídica
El mayorazgo es una vinculación por medio de la cual el fundador, normalmente por concesión real, limita el modo de transmisión del dominio de ciertos bienes y derechos, sujetándolos a un orden sucesorio determinado e irreformable que se mantiene inalterado a lo largo de los sucesivos traspasos; de modo tal que los bienes o derechos comprendidos en dicha vinculación, sean inalienables e indivisibles en lo sucesivo y su titular únicamente pueda usar y gozar de su disfrute (ius utendi e ius fruendi en el derecho romano) sin que le sea permitido alterar su substancia ni transmitirlos fuera del orden establecido. En ciertos casos, es permitido acrecentar los bienes vinculados con nuevos bienes.
Se trata de un desmembramiento del derecho real de dominio (llamado genéricamente «propiedad»), por medio del cual el titular primigenio se lleva a la tumba para siempre el derecho de transmitir los bienes a terceros. Es decir, se arrebata al derecho de propiedad vinculada el denominado ius abutendi, que es la facultad del titular del derecho de transmitirlo libremente, venderlo o donarlo. En tales casos, no solamente se elimina esta facultad, sino que se preestablece paralelamente el orden sucesorio que deberá seguirse, de ordinario alterándose las reglas sucesorias comunes. Este patrimonio de afectación era indivisible e inconfiscable, pues se partía del supuesto o ficción jurídica de que su titular continuaba siendo el fundador.
A pesar de su notable semejanza, el mayorazgo y la nobleza no eran instituciones que se superpusiesen mutuamente: existieron títulos de nobleza sin vinculaciones (aunque sí con cierta modalidad del mayorazgo) y gran cantidad de vinculaciones sin títulos de nobleza, sino subsistentes como simples señoríos, algo más equivalente a una propiedad fundiaria de la Edad Contemporánea que a un título.
Muchos autores jurídicos piensan por todo esto que se trata en realidad de una servidumbre (en el sentido jurídico de desmembramiento del dominio) excepcional, y que, en puridad, el patrimonio afectado a la vinculación de mayorazgo no se transmite, sino únicamente su posesión.

## Limitaciones a su institución
La creación de un mayorazgo no desheredaba completamente al resto de los hijos del fundador, pues normalmente no se toleraba que se impusiera este régimen a todos los bienes dejados al morir (es decir, a la universalidad de su patrimonio), sino únicamente a aquellos que estuvieran disponibles para testar según las reglas sucesorias; esto es, aquella porción (mayor o menor según los distintos ordenamientos civiles) que excedía la legítima de los herederos forzosos. No obstante, algunas excepciones hubo con relación a ciertos señoríos privilegiados, no pudiendo afirmarse que se tratara más que de casos aislados.
Algunos especialistas afirman (erróneamente, según otros) que la posesión civil en estos casos también era excepcional, al deferirse directamente al sucesor llamado por la regla del mayorazgo sin ningún otro acto exterior, como la tradición, porque muchos regímenes civiles de base romana admiten hoy en día que la posesión de la herencia la tienen los herederos denominados legitimarios, como son los hijos respecto de los padres, desde el instante de la muerte del causante, sin necesidad de la intervención de ningún tercero o juez para ello. Así, por ejemplo, los códigos civiles del Brasil, de la Argentina o del Paraguay, entre otros, que mantienen el régimen romano de la sucesión en la persona, por encima del régimen germánico y anglosajón de sucesión en los bienes. De modo, pues, que esta posesión inmediata no sería, así, una característica privilegiada del mayorazgo, sino consecuencia de cierta concepción general del derecho.
A pesar de su nombre, el mayorazgo no supone necesariamente la preferencia por la primogenitura masculina, aunque las más de las veces, tenga esta característica. Como institución jurídica, se caracteriza por ser un patrimonio de afectación con régimen propio, esto es, con un régimen distinto al general, provisto de un orden sucesorio singular y de las características de inalienabilidad e indivisibilidad, que son lo esencial.